# Peterborough (Australie-Méridionale)
Peterborough est une ville située au nord de l'Australie-Méridionale, dans une région essentiellement tournée vers la fabrication de produits agricoles, alimentaires, à proximité de la Barrier Highway. 

## Géographie
Au recensement de 2016, Peterborough comptait  1 419 habitants. À l'origine la ville s'appelait Petersburg après le propriétaire foncier, Peter Doecke, eut vendu la terre pour créer l'actuelle ville.

## Voies de communication et transports

### Chemins de fer

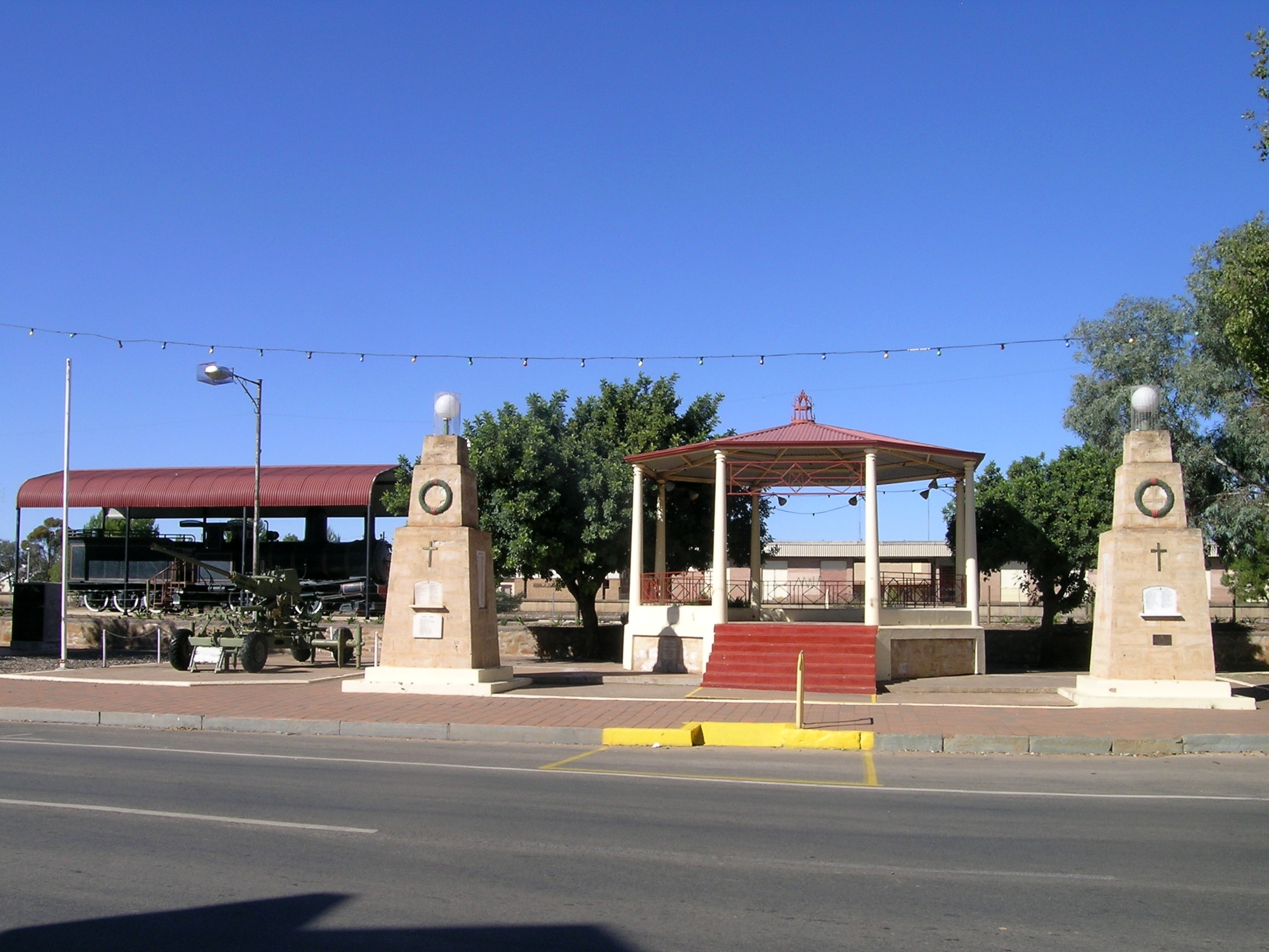
Locomotive de classe "Y" numéro 82 située le long de la rotonde dans la rue principale de Peterborough

Peterborough se trouvait à l'intersection du chemin de fer est-ouest reliant Port Pirie et Broken Hill , et le chemin de fer nord-sud reliant Adélaïde finalement à Alice Springs via Quorn, les deux lignes à voie étroite (1 067 mm (3 pi 6 po)) entre 1917 (lorsque le chemin de fer transaustralien a ouvert à travers la plaine de Nullarbor) et 1937 (quand une route sud-nord plus directe contournait la ligne ferroviaire Peterborough-Quorn en reliant Port Pirie à Port Augusta). La gare de Peterborough est toujours en activité et était autrefois un arrêt pour le train hebdomadaire Indian Pacific.
La ligne de Port Pirie et Jamestown est arrivée en 1881, suivie peu après par la ligne de Terowie au sud et au nord jusqu'à Quorn. La ligne jusqu'à Broken Hill a été achevée en 1887. Peterborough était la ville natale de Bob, le chien de chemin de fer dont on se souvient par une statue de bronze située dans la rue principale.
En 1970, la ligne est-ouest a été convertie à l'écartement standard (1 435 mm (4 pi  8+1 ⁄ 2  in)), et la ligne au sud de Peterborough jusqu'à Terowie àvoie large (1 600 mm /5 pi 3 in). Ainsi, Peterborough est devenu l'un des trois nœuds ferroviaires à triple voie d'Australie. Les autres étant Gladstoneet Port Pirie, tous sur le même corridor ferroviaire.
La connexion à voie large vers Adélaïde, via Burra, a été coupée à la fin des années 1980. La ligne à voie étroite au nord de Quorn a transporté du fret pour la dernière fois en 1980 et a été supprimée entre Eurelia et Bruce au milieu des années 1980. Des trains de céréales ont circulé jusqu'à Orroroo jusqu'au milieu des années 1980. Dans ses dernières années, il a été utilisé par les trains touristiques de Steamtown jusqu'à Eurelia. Steamtown a cessé ses activités en 2002, mais la rotonde est toujours utilisée pour exposer ses voitures et ses locomotives. Le conseil de district, avec le financement des trois niveaux de gouvernement et la récupération de la ligne Eurelia, a par la suite créé le Steamtown Heritage Rail Center, avec le premier spectacle son et lumière de SA.

## Histoire
Les premiers colons de la région ont acheté des terres du gouvernement en 1875. Le premier bâtiment de la ville a été construit quatre ans plus tard. Le colon Peter Doecke a transféré son terrain à JH Koch en 1876, qui a découvert en 1880 que le terrain serait le site d'un nœud ferroviaire. Il l'a subdivisé et a vendu 33 acres (13 ha) pour 1 700 £, après avoir échoué à obtenir 500 £ l'acre en 1879.  En 1880, un hôtel et un bureau de poste avaient été érigés, suivis d'une école en 1883, et un hôtel de ville en 1884.  À l'instigation du maire W. Thredgold, un journal, le Petersburg Times a été fondé en 1887 par Robert M. Osborne, est devenu The Times et Northern Advertiser en 1919, sous la propriété à long terme de WH Bennett et a survécu en tant qu'entreprise familiale jusqu'en 1970.

## Politique et administration
Peterborough est le siège du conseil de district de Peterborough. C'est la plus grande ville de la commune. Peterborough fait partie de l'électorat de l'État de Stuart et de la division fédérale de Gray. Peterborough à un moment donné avait son propre conseil municipal (Corporation of the Town of Peterborough).

## Culture locale et patrimoine

### Listes du patrimoine
Peterborough compte d'importants sites  qui sont inscrits au South Australian Heritage Register, le registre du patrimoine d'Australie-Méridionale qui contient des informations sur les lieux de valeur patrimoniale en Australie-Méridionale. Il comprend les zones du patrimoine de l'État, les lieux et les objets connexes d'importance nationale.
Les principaux monuments classés au patrimoine sont notamment :
- 14, rue Bourke : maison Koch[7]

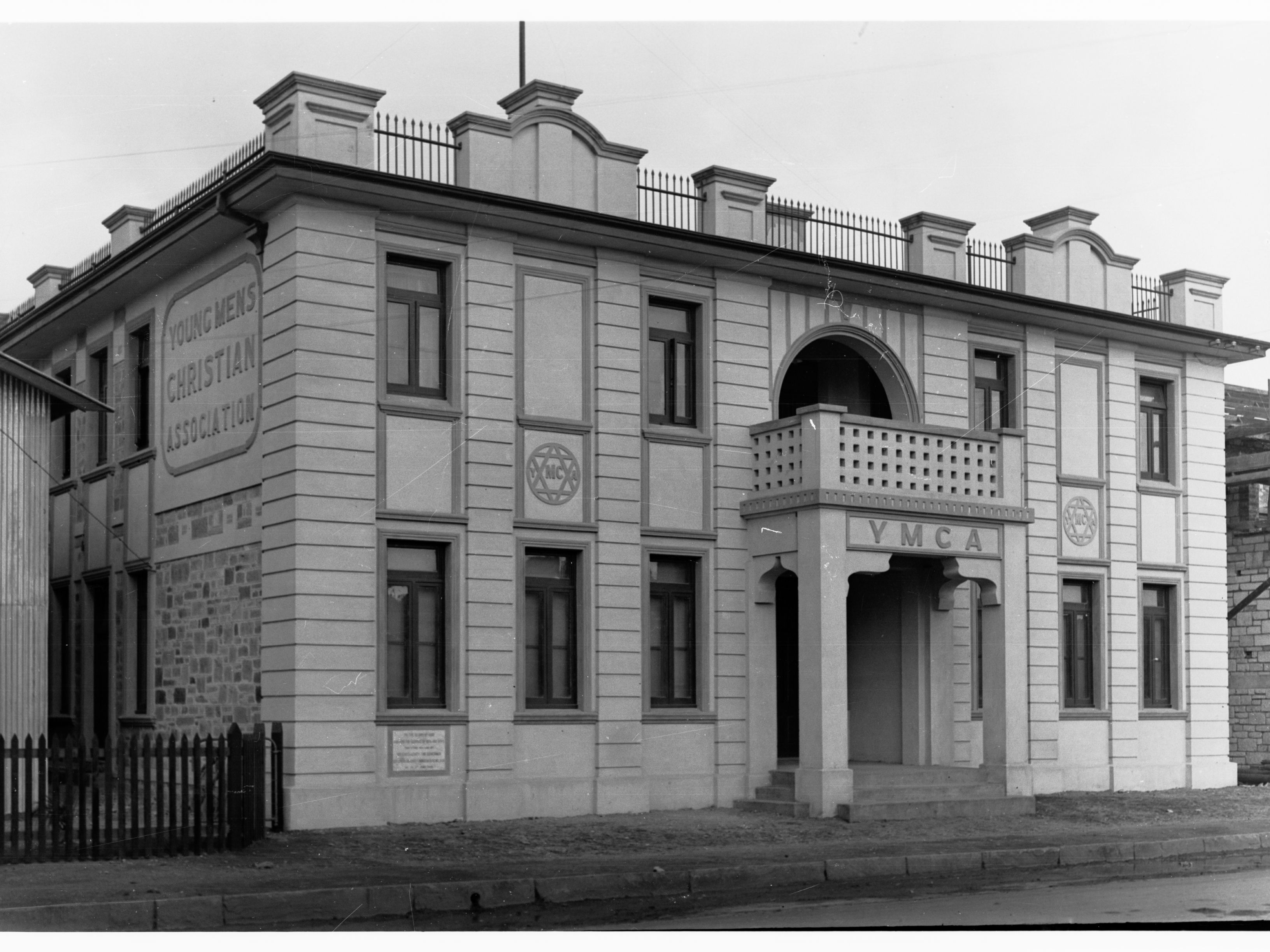
Peterborough, Hôtel YMCA

- 2 Callary Street : Bishop's Palace and Convent, Peterborough[8].
- 2, rue Jervois : poste de police de Peterborough, cellules et palais de justice[9].
- 77-79, rue Kitchener : centrale électrique de Peterborough[10].
- Main Street: Peterborough Rotunda[11].
- Rue principale : Rotonde de Peterborough[12]
- 105-107, rue Main : magasin général, Peterborough[13]
- 106 Main Street, Peterborough YMCA Hostel[14].
- 106, rue Main Peterborough Auberge YMCA[14].
- 108, rue Main : Hôtel de ville de Peterborough[15].
- 193-195 rue principale : hôtel de Peterborough[16].
- 227-231, rue Main : Théâtre Capitol, Peterborough[17].
- Terrasse de chemin de fer : Roundhouse et plaque tournante de Peterborough[18].
- Avenue Tripney : Batterie et bureau d'or de Peterborough[19].

## Vie locale

### Enseignement
Peterborough High School a ouvert ses portes en 1927 et accueille les élèves des années 8 à 12. 
L'école primaire de Peterborough a été ouverte en 1883 et s'adresse aux élèves de la réception aux années 7.
L'école St Joseph est une réception à l'école primaire catholique de 7e année fondée par Mary MacKillop et les Sœurs de St Joseph.

### Médias
La ville abritait le Petersburg Times , sous-titré : Orroroo Chronicle and Northern Advertiser , (12 août 1887 – mai 1919). Le sous-titre du Times a ensuite évolué vers Terowie, Yongala et Northern Advertiser, et enfin Northern Advertiser. En 1919, le nom général a été changé pour The Times and Northern Advertiser , Peterborough, Australie du Sud, en réponse au souhait du gouvernement de supprimer les noms de lieux germaniques. 
Peterborough abritait également le journal de courte durée, Petersburg Enterprise and Northern Advocate (20 janvier - 2 août 1912), imprimé par William John Myers et Walter A. Wade ,.  Une autre publication de courte durée était le Bulletin de Frith (15 avril 1913), un magazine mensuel publié par FH Frith, mais interrompu après un seul numéro. [23] Un troisième à cette époque était le Sporting Telegraph (3 mai - 26 juillet 1913), qui a été imprimé par WH Bennett pour Pritchard Morgan Hall,. 
Plus récemment, il abritait également le Peterborough Times (2003-2006), qui devint plus tard une partie du Mid North Broadcaster , une publication publiée de 2006 à 2013 à Burra . The Broadcaster a été formé par la fusion de journaux locaux en difficulté, le Peterborough Times , le Burra Broadcaster (1991-2006) et l' Eudunda Observer . Il appartenait au groupe Taylor, avec un contrôle éditorial via le Murray Pioneer . Sa distribution comprenait les villes de Burra, Eudunda, Jamestown et Peterborough.